# RANGEMAN
『RANGEMAN』（レンジマン）は、2006年27号から2007年39号まで『週刊少年サンデー』で連載されていた漫画。作者はモリタイシ。ヒーロー戦隊を扱った作品ではあるが、前作「いでじゅう!」と同じく登場人物の日常を多く描いており、話が進むにつれてヒーロー色よりもギャグや恋愛要素が強くなっている。単行本は全6巻。

## あらすじ
恋は多いが全くモテない男、大塚錬児。ある日勘違いから人生初デートに向かうのだが、待ち合わせ場所に向かう途中、巨大な怪物と謎の老人、荻窪に出会う。荻窪に渡されたリングで変身した錬児は、怪物を一撃で倒すのだが、変身が解けるとデートの相手のことを忘れていた。翌日、偶然にも荻窪と再会した錬児は、怪物メガネスターと戦うヒーロー戦隊“レンジマン”にスカウトされる。

## 登場人物

### レンジマン
大塚錬児（おおつか れんじ）/ レンジレッド
主人公。第1話で連続失恋記録100恋敗を達成した、全くモテない高校2年生。16歳。女性に極端に惚れやすい反面、恋をしている時は他の異性には興味を示さない。他人の気持ちを考えられる優しい性格だが、恋愛沙汰になると物事を自分の都合の良いように解釈してしまい、独りよがりになってしまうことが多い。当初は相手に受け入れてもらう事ばかり考えていたが、奥田の助言を受け多少改善されつつある。時々身軽で俊敏な動きを見せる事も。好きな食べ物は納豆で、辛いものは苦手。ルービックキューブが得意。
基礎のときめき値が異常に高く、平常時で1500、恋をすれば状況によって10～20万を超える事もある。変身後は筋骨隆々の大男になるが、恋をしていなくても一応変身できる。蹴りを主体に戦うことが多い。変身アイテムはリング。
奥田拓郎（おくだ たくろう）/ レンジブルー
父親が残した借金を返済する為にレンジマンに入隊した19歳のフリーター。妹と弟を養う為、高校を中退して働いている。レンジマンの寮の管理人もしていて、管理人用の部屋に妹と弟の3人で住んでいる。（生活苦のために無断で寮の空き部屋を賃貸物件として貸し出している。）その境遇のためか、年齢より大人びている。錬児とは互いに相談相手となる良き友人。かなりの長身で、筋肉質でもある。父親は失踪し、母親は死亡している。
「恋愛にはお金がかかる」という懸念から恋ができず、当初は変身できなかった。その為強化スーツを着て戦闘に参加していたが、レンジマン本来の戦闘力には遠く及ばない為、いつも返り討ちにされ、ケガも絶えなかった。後に錬児の助言を受け、風香への恋心を自覚し変身できるようになる。変身アイテムはブレスレット。
宇佐美千代（うさみ ちよ）/ レンジイエロー
妄想過剰で早とちりが多い15歳。高校1年生。奥田に恋をしたところをスカウトされレンジマンになった。一度は変身によって奥田の事を忘れるが、またも一目惚れ。いつも頬が赤い。最初は奥田に小学生と思われていた。隊内恋愛禁止を知ってか知らずか、完全無視している。剛という弟がいる。
ときめき値は1万を超え、変身時はスパッツ（?）の尻の部分からハート型の光線を放つ「イエローサブマシンガン」を使って戦う。近接戦闘はしない。変身アイテムはネックレス。
榎本亜由美（えのもと あゆみ）/ レンジピンク
腰より長いツインテールの女の子。16歳。愛称はアユミン。戦隊ヒーローのファンで、長髪戦隊ワンレンジャーのワンレンブラック（しかも変身後）に恋している。奥田にスカウトされ入隊。レンジマンのデザインや機能に納得がいかないらしく、荻窪と共に改良している。
変身アクセサリーはネイル。荻窪のレンジピンクと同じ技が使えるかは不明。
リキ / レンジグリーン
天真爛漫でおおらかな19歳の女性。性格は男性的。関西弁。タレントとして活動していたが、カメラマンとのトラブルにより仕事と住むところを失い、偶然出会った錬児の紹介でレンジグリーンとなる。本人は否定しているが風香への反応はかなり同性愛気味で、風香の下着を物色したり、のぞきをしたりと、少々度が過ぎた行動をとる。風香の錬児への想いに気付いている。かなりの高所恐怖症。英語が話せる。
Dr.荻窪（ドクター おぎくぼ） / 司令官
「純愛喫茶オギクボ」のマスターにして、レンジマンの司令官。ハート型の髪型が特徴的。サクナと共に地球にやってきたレンジ星人。レンジマンの変身装置は彼が開発したもの。体格も性格も子供で自己中心的であり、年齢の割にすぐ取り乱す。自らは想い人の存在を忘れる事を嫌がるのに、錬児など他人に対してはそれを平然と行う、賃金関連に関して虚偽の情報を伝える（破壊した建物は勝手に天引きされる）など、非常に非道な存在であり、前者に関してはブルーに咎められるまでは全く改善の姿勢を見せなかった。またかなりのスケベであり味方側とは思えないほど性格の悪い存在である。
故人であるサクナに想いを寄せていて、彼女の事を忘れたくなかった（忘れる訳にはいかなかった）為、自らがレンジマンとなって戦う事を拒んでいたが、変身装置の改良後にはレンジピンクとして参戦した事もある。その時の変身アイテムは乳首ピアス。「ショッキングピンクショッキン」が必殺技。変身しても体格が変わらなかった。

### レンジマン以外の人達
神楽坂風香（かぐらざか ふうか）
中学3年生にして国民的アイドル。本作のヒロイン。周囲の求めるイメージに逆らえない体質で、気兼ねなく接する事の出来る友人が少ない。学校の成績は常時トップクラスのようだが、それも周囲の期待を裏切りたくないと努力している結果である。他人には常に興味・関心・好意を抱かれて生きてきた為、精神的に打たれ弱い。一度錬児を殴ったことがきっかけで、徐々に心を許し、好意を抱くようになる。しかし錬児への態度はかなりドS気味で、次第にエスカレートしている。中盤から錬児よりも風香の心理描写に重点が置かれるようになり、主人公の座を奪いつつある。
本人は知らないが、母親のサクナから民衆を魅了する力を受け継いでおり、それが原因でメガネスターに狙われている。メガネスターの襲来を悪夢や体調不良で予知している。
戸田恵梨香がモデルである。
サクナ
風香の母でレンジ星の王女。故人。王女代々の「民衆を魅了する力」を有していたが、その力を悪用されない為地球に逃れてきた。地球人である泰禎と惹かれあい風香を宿すが、出産後に死亡してしまう。
神楽坂泰禎（かぐらざか やすとも）
風香の父で、内閣総理大臣。サクナから「民衆を魅了する力」を受け継いでいる。レンジマンの結成に尽力した。娘を守る為に立場を利用している事に罪悪感を抱いており、大半の相手にはメガネスターの目的を偽っている様である。
曽根崎京香（そねざき きょうか）
風香のマネージャー、時々ボディガード。昔太っていた名残らしく、胸が大きい。どうやらレンジマンやメガネスターの存在を知っているようで、風香に事情を知られないよう、荻窪と一緒にごまかした事がある。
ゲロ助
ケロリロイドと呼ばれるカエル型のからくり人形。男性。風香が気兼ねなく接する事のできる数少ない友人。
風香がメガネスターの襲来を予知するとテレパシーでケロリーヌに伝える。また、風香を催眠念波で眠らせたり、口の中に入れて保護したりと、陰ながらレンジマンを支える。
ケロリーヌ
女性のケロリロイド。ゲロ助の恋人。ゲロ助から連絡を受け、メガネスターの襲来をレンジマン本部に伝える。
桜井ユキ（さくらい ゆき）
20歳。純愛喫茶オギクボのウェイトレス。胸が大きく（錬児曰く風香の5倍くらい）かなり天然でおっとりとした性格。一応、レンジマンの存在を知ってはいる。

### レンジマンの敵
メガネ・ド・グラシーズ
メガネスターを操り、風香を狙う張本人。風香の力を受け継ぎレンジ星の王となるのが目的。劇中にはシルエットしか登場していないが、「ジャマ者は消すのみ。」という危険思想の持ち主。地球自体の事をどう思っているのかは不明である。
ソラシ・ド・レミファン
自称グラシーズの恋人。レンジ星人。11歳には見えないほどグラマー。彼女の発育や戦闘力はレンジ星人でも特別らしく、荻窪もかなり驚いていた。かなりのマイペースで、風香を恋敵とし抹殺する為に地球に来たが、晩御飯の時間だからと帰った。少々抜けた性格だが、風香の錬児に対する好意を見抜くなど、全くのバカではない。錬児を自分の虜にする事が風香に勝つ事だと考え、錬児を誘惑する。好物はポルポル鳥のコロマリュネ。
外見とは裏腹にサイコキネシスのような超能力と、巨大メガネスター2体を地球外まで蹴り飛ばすパワーを持つ。
メガネスター
風香を狙う地球外生命体。大きさにはかなり個体差がある。

## 用語解説
レンジマン
メガネスターを撃退する為に荻窪が組織した戦隊ヒーロー。変身アイテムを身につけ、「トキメキッシュ」と唱える事で変身できる。変身した者のときめき値によって強さや体格が変わる。変身後は衣服が消滅し、恋の記憶を失ってしまう。
ときめき値
人間の恋する力を数値で表したもの。単位はtkmk（トキメキ）。「一般の思春期の少年がお気に入りのアイドルに感じる値が約150tkmk」とされる。最高記録は錬児の20万tkmkだが、ときめきスカウターが破損してしまう為正確な値は不明。
ときめきスカウター
ときめき値を計測する為の機械。ときめき値20万ほどで破壊されてしまう。
変身装置Limited
荻窪が改良を加えた変身用のアクセサリー。リミッターを設ける事でパワーダウンと引き換えに恋の記憶を失う事がなくなり、変身時に消滅した服も元通りではないが再構成される。変身後に第2ボタンを外す事でリミッターを解除する事ができる。
民衆を魅了する力
レンジ星の王女が代々持つ力。要するに周りの人に好かれる。王女と夫婦の契りを結んだ者はこの力を受け継ぎ、レンジ星の王となる。現在は泰禎と風香がこの力を持っている。本人が寝ていると発動しないらしい。どの程度効くかは個人差がある。
レンジ星
サクナと荻窪の母星。詳細は不明だが、少なくとも地球より技術は進んでいる模様。若くてエロカッコイイ人がモテるらしい。

## 単行本
- レンジマン 1巻 - 2006年10月18日発行 ISBN 9784091206688
- レンジマン 2巻 - 2007年1月18日発行 ISBN 9784091208255
- レンジマン 3巻 - 2007年4月18日発行 ISBN 9784091210258
- レンジマン 4巻 - 2007年7月18日発行 ISBN 9784091211538
- レンジマン 5巻 - 2007年10月18日発行 ISBN 9784091212009
- レンジマン 6巻 - 2007年11月16日発行 ISBN 9784091212184